# Кратер Марвін
Марвін — це місячний ударний кратер, розташований поблизу південного полюса Місяця. Край кратера знаходиться приблизно за 16 миль від полюса. Очікується, що область поблизу кратера стане місцем майбутніх досліджень астронавтами місії «Артеміда-3».
Кратер названо на честь піонера-планетолог Урсули Марвін.